# Huonův záliv
Huonův záliv je velký záliv na východě Papuy Nové Guineje. Na severu je ohraničen Huonovým poloostrovem. Jak záliv, tak poloostrov nesou jméno francouzského objevitele Jean-Michela Huon de Kermadec. Huonův záliv je součástí Šalomounova moře. Lae, hlavní město provincie Morobe, leží na severním pobřeží zálivu.
Do severozápadní části zálivu se vlévá řeka Markham a tvoří zde Markhamovu zátoku.